# Bruno Moritz
Bruno Moritz (Brusque, 20 de novembro de 1982) é um arranjador, compositor e acordeonista brasileiro. É fundador e regente da Orquestra de Acordeon de Brusque e possuí quatro álbuns instrumentais e um DVD lançados.

## Prêmios e melhores classificações em campeonatos e festivais de acordeon[2]
- Campeão do Festival Internacional de Acordeon (2007) ocorrido no Brasil.
- Vencedor do Roland Accordion (2007)
- Quarto colocado nas copas mundiais de acordeon da Nova Zelândia (2009) e da Itália (2012)

## Discografia[3]
- Titoco ao Vivo (DVD)
- Tempero Brasileiro
- Orquestra de Acordeon de Brusque Volume 2"
- Pedro Raymundo
- Aldo Krieger Inédito
- Capim Limão
- Orquestra de Acordeon Volume 1
- TRIO
- Toque do Povo de Algum Lugar
- Passando a Hora como Eu Passo